# Salomon
Salomon (theo tiếng Latinh; tiếng Hebrew: שְׁלֹמֹה, Shlomoh; tiếng Hy Lạp: Σολομών Solomōn), hay Solomon, cũng được gọi là Jedidiah (Hebrew יְדִידְיָהּ), theo Kinh Thánh Hebrew (Sách Các Vua: 1 Vua 1-11, Sách Sử biên niên: 1 Sử biên niên 28-29, 2 Sử biên niên 1-9), Kinh Koran và, theo cuốn Những từ ẩn khuất, một vị vua. Ông là con trai của David. Nhiều tài liệu lịch sử cho rằng Vua Solomon sống vào khoảng năm 965-928 trước công nguyên, ông là nhà chính trị gia, nhà cầm binh lỗi lạc đồng thời ông cũng là một vị quân vương xuất sắc của Vương quốc Israel thống nhất.
Theo Talmud, Solomon là một trong 48 nhà tiên tri. Trong kinh Koran, ông được xem như một nhà tiên tri lớn, và người Hồi giáo thường nói về ông bằng biến thể Ả rập, Sulayman, con trai của David. Theo kinh Koran, Solomon (Arabic سليمان Sulaymān) là vua của Israel cổ đại và cũng là con trai của David.
Kinh thánh Hebrew ghi nhận ông là người xây dựng Đền Solomon ở Jerusalem. Kinh Hebrew miêu tả ông là một người có trí tuệ, sự giàu có và quyền lực vượt trội hơn tất cả các vị vua tiền nhiệm, nhưng cuối cùng, ông đã phạm tội như một vị vua bình thường. Các tội lỗi của ông bao gồm tôn thờ thần tượng, kết hôn với phụ nữ nước ngoài, và cuối cùng là trở mặt với Yahweh, dẫn đến hậu quả là đất nước bị tàn phá suốt hai năm dưới triều đại của con ông, Rehoboam. Solomon là chủ đề của nhiều tài liệu và huyền thoại, đáng chú ý nhất là Cựu ước Solomon được viết vào thế kỷ thứ nhất.

## Solomon trong Kinh Thánh

### Tuổi thơ
Solomon được sinh ra ở Jerusalem, con thứ hai của David và vợ ông, bà Bathsheba, góa phụ của Uriah (bị âm mưu hại chết theo lệnh vua David). Người con đầu (không xác định được danh tính) là một người trai được sinh ra lúc Uriah còn sống, tuy nhiên đã chết trước khi Solomon ra đời. Solomon còn có ba anh em ruột khác, Nathan, Shammua, và Shobab, bên cạnh sáu người anh em cùng cha khác mẹ khác.

### Kế vị ngôi vua và trị vì vương quốc
Theo Sách Các Vua khi David già đi, "ông không thể ấm được". "Vì vậy, triều đình ra sức tìm kiếm một phụ nữ trẻ đẹp khắp vương quốc Israel, và họ đã tìm ra Abishag người Shunamite, và mang cô ta đến cho đức vua. Là một người phụ nữ trẻ và rất đẹp, bà phục vụ đức vua, tham dự cùng ông trong các sự kiện, nhưng ông không biết gì về bà."

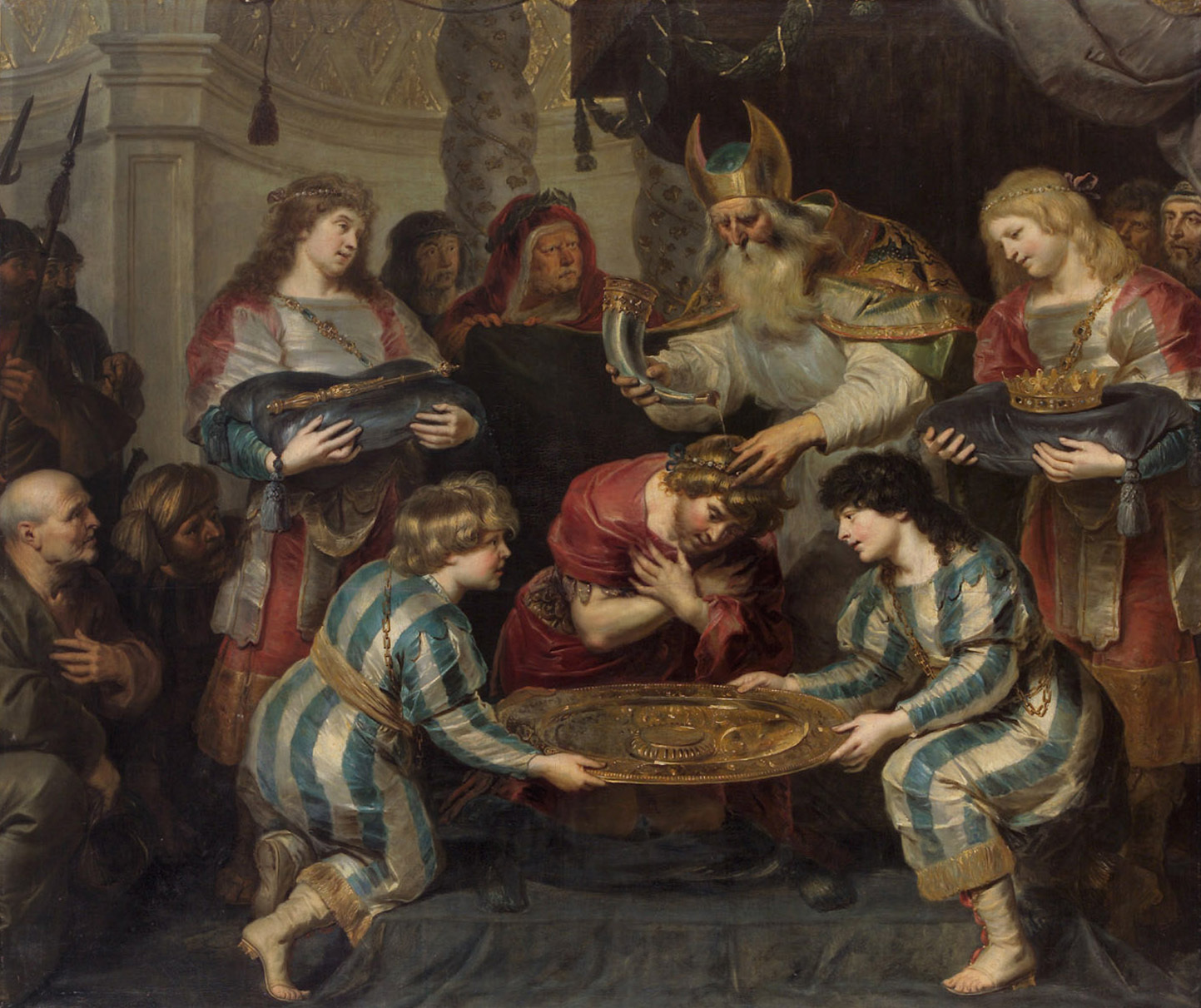
Lễ xức dầu của Solomon, được vẽ bởi Cornelis de Vos, năm 1630.

Khi David rơi vào tình trạng suy yếu, các phe phái trong triều bắt đầu tranh quyền đoạt vị. Người thừa kế của David, Adonijah, tự xưng là vua, nhưng đã bị qua mặt bởi Bathsheba và nhà tiên tri Nathan, người đã thuyết phục David trao ngôi vua cho Solomon như ông đã hứa trước đây, dù cho Solomon nhỏ tuổi hơn các anh của mình.
Theo sự chỉ dẫn của David, Solomon bắt đầu triều đại của mình bằng một kế hoạch  củng cố vị trí của mình bằng cách bổ nhiệm bạn bè trong toàn bộ chính quyền, bao gồm các vị trí trong tôn giáo, dân sự và quân sự.
Solomon dành nhiều sự quan tâm cho việc mở rộng sức mạnh quân sự, đặc biệt là kỵ binh và xe ngựa.
Các mối quan hệ thương mại là trọng tâm trong chính quyền của ông. Đặc biệt, ông duy trì mối quan hệ làm ăn rất sinh lãi của cha mình với vua Hiram xứ Tyre của người Phoenician; họ đã cùng nhau gửi đi các đoàn thám hiểm đến các vùng đất của Tarshish và Ophir để buôn bán các sản phẩm xa xỉ, nhập khẩu vàng bạc, gỗ đàn hương, ngọc trai, ngà voi, các loài động vật như khỉ và công. Solomon được xem như vị vua giàu nhất trong các vị vua Israel được nhắc đến trong Kinh thánh. Solomon cũng là người đã cho xây dựng Đền Solomon từ lượng của cải dồi dào mà ông đã tích lũy, công trình được khởi công vào năm trị vì thứ tư của ông.

### Trí tuệ

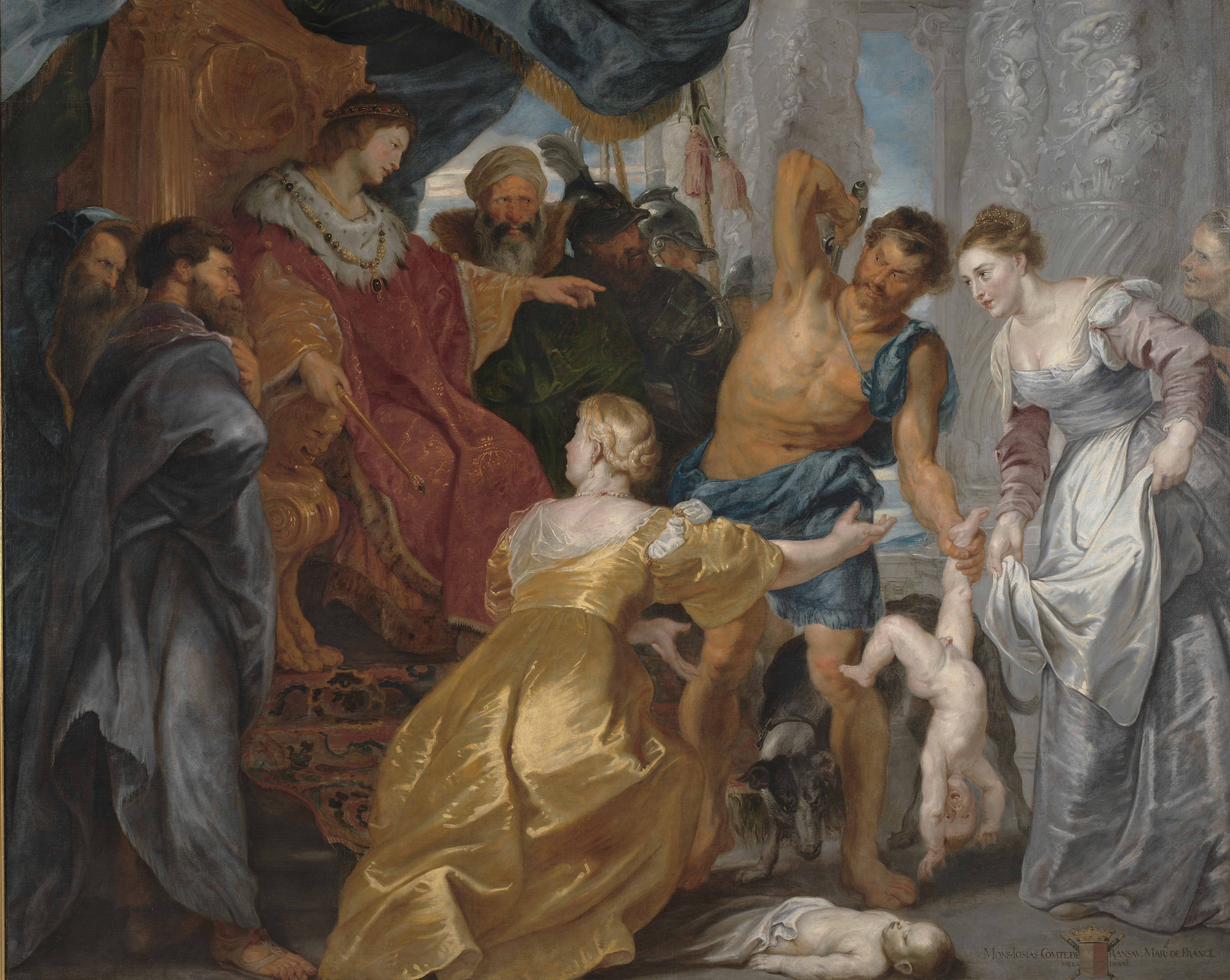
Vua Salomon phân xử, tranh năm 1617 của Peter Paul Rubens

Solomon là vị vua nổi tiếng nhất trong Kinh thánh vì trí tuệ của ông. Trong các vị vua, ông đã hiến tế cho Chúa và thỉnh cầu sự khôn ngoan. Chúa đã hồi đáp lời thỉnh cầu của ông, hứa ban cho ông một trí tuệ vĩ đại vì ông đã không đòi hỏi những phần thưởng tư lợi như một cuộc sống trường thọ hoặc cái chết của kẻ thù.
Có lẽ câu chuyện nổi tiếng nhất về trí tuệ của ông chính là Phán quyết của Solomon; có hai người phụ nữ cùng khẳng định mình là mẹ của cùng một đứa trẻ. Solomon dễ dàng giải quyết tranh chấp bằng cách ra lệnh cắt đôi đứa trẻ và chia cho cả hai. Một người lập tức từ bỏ tranh chấp, chứng tỏ rằng cô thà từ bỏ con mình còn hơn nhìn thấy nó bị giết chết. Solomon tuyên bố rằng người phụ nữ ấy, người đã tỏ lòng trắc ẩn chính là mẹ của đứa trẻ.

### Vợ và tỳ thiếp
Theo Kinh Thánh, Solomon có 700 vợ và 300 tỳ thiếp. Vợ của ông thường được mô tả là các công chúa ngoại quốc, bao gồm cả con gái của Pharaoh, phụ nữ người Moab, Ammon, Sidon, và Hittite. Chỉ có một người vợ của Solomon được đề cập, Naamah người Ammon, mẹ của người kế vị Solomon, Rehoboam. Các ghi chép trong Kinh thánh nói rằng Solomon đã cho phép những người vợ của mình quyền thờ cúng và xây đền thờ các vị thần của họ như Ashtoreth và Milcom.

## Trị vì
Ông còn là một con người khôn ngoan, có tham vọng lớn. Ông có một số lượng tài sản khổng lồ và được coi là người giàu nhất lịch sử nhân loại. Thời gian ông trị vì là thời gian cực thịnh của vương quốc Israel:áp dụng chính sách đối ngoại kết thân với các nước láng giềng nhằm phát triển về kinh tế và thương nghiệp, về đối nội thì củng cố chế độ phong kiến tập quyền, tăng cường tổ chức và phát triển lại quân đội, cải cách lại hành chính. Đồng thời ông cũng cho xây nhiều đền đài và lăng tẩm để lại nhiều công trình kiến trúc tuyệt mỹ, nhiều di sản nghệ thuật quý báu làm cho người đời sau phài thán phục.

## Sai lầm
Khi về già, vua không còn một lòng thờ phụng Đức Chúa Trời như trước nữa, thay vào đó vua đã nghe lời các bà vợ thờ thần của họ. Vì lẽ đó đến thời con của Solomon là Rehoboam Vương quốc Israel thống nhất đã bị chia thành 2 vương quốc Israel ở phía bắc và Judah phía nam, dòng dõi David chỉ còn kiểm soát 2/12 chi tộc (tức vương quốc Judah).

## Công lao
Thời kì ông trị vì được biết đến như "thời đại hoàng kim của đất nước Israel thống nhất". Trong lịch sử Do Thái ông được xem là một vị quân vương anh hùng, hình tượng của ông ảnh hưởng rất lớn đến nền văn học của hậu thế.

## Đời tư
Ông có hai người vợ được nhiều người biết đến hơn cả là Naamah và Con gái của Pharaoh. Ông có khoảng 700 vợ chính và 300 vợ lẽ.